# Céran de Paris
Céran de Paris dit aussi Céraune, né au VIe siècle et mort vers 625, est un prélat franc, évêque de Paris, canonisé par l'Église catholique et reconnu par l'Église catholique orthodoxe de France. Il est fêté le 26 septembre.

## Biographie

Évêchés représentés au concile de Paris.

Successeur de Simplice, Céran gouverna l'Église de Paris pendant près de vingt ans sous le règne du roi Clotaire II. Son épiscopat se situe à la fin de la lutte fratricide entre les rois francs qui se termine par la reconquête de tout le royaume par Clotaire II.
L'année suivant l'exécution de la reine Brunehaut, il prit part au concile de Paris en 614 où furent assemblés 78 évêques francs dans la basilique des saints apôtres Pierre et Paul, devenue ensuite l'abbaye Sainte-Geneviève de Paris, qui y firent 15 canons dont les principaux furent de tempérer les prétentions que les rois s'attribuaient dans l'élection des évêques, ainsi que de maintenir leur autorité sur les clercs et la conservation du temporel des églises, et de fixer les règles de la limite des juridictions civiles et ecclésiastiques. Il prit grand soin de recueillir auprès des prélats les récits relatifs à la vie des saints martyrs avant la fin du concile le 18 octobre 614, où le roi promulgua l'édit de Clotaire II, visant à rétablir l'ordre dans les nominations aux fonctions aussi bien laïques qu'ecclésiastiques.
Sa piété et la charité dont il faisait preuve en firent un prélat à l'image des premiers évêques de l'Église primitive.
Il fut l'intermédiaire dans les rapports qu'entretinrent, entre 615 et 618, le pape Adéodat Ier (570-618) et Théodelinde de Bavière (vers 570-627), régente du Royaume lombard pour son fils Adaloald, ainsi qu'avec la monarchie franque.
Il rédigea une Vie des martyrs saint Speusipe, Eleusippe, Meleusipe, trois frères triplés immolés pour leur foi en Capadocce sous Marc-Aurèle dont les reliques arrivèrent en France et furent déposées dans la cathédrale de Langres et dont il obtint des renseignements de la part de Warnahaire, clerc de cette église cathédrale, qui lui fit également le récit de la vie de saint Didier, évêque de Langres, dont il établit la mémoire en la cathédrale de Paris que l'on fête le 17 janvier, et reçut de son correspondant une lettre ne tarissant pas d'éloges sur ses vertus.
Il annexe une école cléricale au monastère Saint-Vincent de Paris, qui deviendra un peu plus tard l'abbaye de Saint-Germain-des-Prés, où enseignent les moines et d’où sortit saint Bertran (vers 540-623) dit aussi (Bertramn), évêque du Mans, qui siégea également au concile de Paris de 614,.
On ignore la date de sa mort, mais il ne vivait plus en 625 puisque Leudébert, son successeur, assiste cette année là au concile de Reims.
Il fut inhumé dans la crypte de la basilique des Apôtres, à gauche de sainte Geneviève. En 1253, ses reliques furent déplacées pour être enchâssées et exposées sur un autel dans l'église haute, qui depuis était devenue l'église Sainte-Geneviève de Paris.
La cathédrale Notre-Dame de Paris abrite un vitrail de saint Céran.

## Ouvrages
- Vie des martyrs saint Speusipe, Eleusippe, Meleusipe, trois frères triplés martyrs. Ouvrage perdu.
- Vie de saint Didier, évêque de Langres, ouvrage perdu.